# Policijska prevozna sredstva
Policija pri delu uporablja številna kopenska, vodna in zračna prevozna sredstva.

## Kopno

### Motorizirana prevozna sredstva

#### Štirikolesna vozila
Policijski avto je opis za vozilo, ki ga uporablja policija, za pomoč pri opravljanju nalog pri patruljiranju in odzivanju na incidente. Običajna uporaba policijskega avtomobila vključuje prevoz za policiste, da hitro pridejo na prizorišče incidenta, prevažajo osumljence kaznivih dejanj ali patrulirajo na območju, hkrati pa preprečujejo kriminal. Nekateri policijski avtomobili so posebej prilagojeni za delo na prometnih cestah.

Prvi policijski avto je bil voz, ki ga je leta 1899 poganjala električna energija po ulicah Akrona v Ohiu . Prvi voznik policijska patruljnega vagona je bil iz Akrona, policijski oficir Louis Mueller starejsi. Vagon je lahko dosegel 16 milj na uro (26 km/h) in je lahko prepotoval 30 milj (48km) preden je bilo treba baterijo napolniti.  Avto je zgradil mestni strojni inženir Frank Loomis. Vozilo za 2.400 dolarjev je bilo opremljeno z električnimi lučmi, gongi in nosili. Prva naloga avta je bila, da pobere opitega človeka na križanju ulic Main in Exchange. 

Ustaljena imena za policijska vozila so (policijska) križarka, policijski avto, panda, območni avto in patruljni avto. Odvisno od konfiguracije policijskih luči se lahko policijski avto imenuje tudi označena enota. V nekaterih angleško govorečih krajih je policijski avto lahko neformalno znan tudi kot "cop car", črno-beli, cherry top, stroj za žvečilke ali sendvič z marmelado. V Los Angelesu so se od zgodnjih 50-ih do poznih 70-ih let, luči razlikovale od večine, z dvema naprej obrnjenima stacionarnima rdečima lučema in z rumeno utripajočimi zadnjimi lučkami znotraj črnih kovinskih ohišij, pritrjenih na streho avtomobila.

V nekaterih delih sveta se je policijski avto uporabljal pogosteje od tradicionalnih policijskih obhodov, saj je patruliranje v avtomobilih pokrilo veliko večje območje v krajšem času.

#### Dvokolesniki
Policijsko motorno kolo je motorno kolo, ki ga uporabljajo različne policijske enote in oddelki. Lahko je izdelano po meri, da ustreza zahtevam za izvajanje določenih policijskih nalog. Policisti v Združenih državah pogosto imenujejo policijski motor kar "motor". Podobno so enote na motornih kolesih znane kot motorne enote.

Okretnost motornega kolesa na prenatrpanih ulicah ponuja prednosti, ki jih ne zagotavljajo večja, bolj tradicionalna policijska vozila. Sorazmerno majhna velikost motornega kolesa omogoča hitrejši dostop do krajev nesreč, ko prometne nesreče otežujejo dostop s štirikolesnimi vozili.

Policijska motorna kolesa v Združenih državah in Kanadi so običajno narejena po meri, najpogostejše znamke pa so Harley-Davidson, Kawasaki, Honda ali BMW . Policijska kolesa Kawasaki, ki so bila narejena za ameriški trg v Lincolnu v Nebraski, so se v septembru 2005 prenehala proizvajati.

V Združenem kraljestvu so najpogostejša policijska motorna kolesa BMW iz serije RT in Yamaha FJR1300 . Policija je umaknila vseevropsko hondo ST1300, ker naj bi bila za smrt policista kriva napaka na tem motornem kolesu.  Nekatere policijske enote v mestih uporabljajo tudi skuterje ali posebna vozila, kot so neoznačena (prikrita) vozila,  ali terenski motorji. 

Britanska motorna kolesa Triumph, zgrajena v Meridenu, je uporabljala britanska in večinoma Commonwealška policija do leta 1983, ko se je tovarna zaprla. Policijska različica Triumph Thunderbirda je dobila vzdevek Saint, kratica za "Stops Anything In No Time".  Motorni kolesi Nortonov Interpol in kasneje Wankelov rotacijski motor Interpol 2 so uporabljale nekatere britanske sile do razpada podjetja v začetku devetdesetih let. Druge znamke, kot je BSA, so uporabljale nekatere sile reda, čeprav se je le model „noddy-bike“ z Velocette LE pri policiji izkazal za priljubljenega kakor Triumphi.

Leta 2008 je BMW trdil, da je največji prodajalec policijskih motornih koles, saj je več kot 100.000 BMW-jevih motociklov v uradni uporabi v več kot 150 državah na petih kontinentih. Samo leta 2007 je BMW prodal 4.284 policijskih motornih koles po vsem svetu.  To podjetje izdeluje posebne modele, kot sta R1200RT-P in R900RT-P . Več kot 225 ameriških organov pregona, vključno s kalifornijsko avtocestno patruljo ima v svojih flotah patruljnih vozil motorna kolesa BMW. 

##### Trikolesniki
Nekatere policijske enote za raznovrstne namene uporabljajo manjša, trikolesna vozila, kot so skuterji Cushman. Najbolj so uporabni za nadzor parkiranja, zlasti pri policistih v New Yorku in v San Franciscu..  Poleg tega so dvokolesni in trikolesni električni stojni skuterji (kot na primer Segway)uporabni tudi izven parkirišč, saj so njihove zmogljivosti podobne zmogljivostim koles. Na nekaterih policijskih postajah v Evropi se uporabljajo trikolesni mini tovornjaki, kot je Piaggio_Ape.

### Nemotorizirana prevozna sredstva

#### Kolesa
Policijsko kolo je kopensko vozilo, ki ga uporabljajo policijske enote, najpogosteje v obliki gorskega kolesa. Zasnovano je tako, da izpolnjuje zahteve, ki so specifične za posamezno enoto.

Okretnost teh vozil na prenatrpanih pločnikih in njihova zmožnost krmarjenja po ozkih dovoznih progah predstavljata prednost pri izvrševanju nalog, ki bi jih sicer opravljala tradicionalna policijska vozila. Uporaba koles namesto avtomobilov lahko policistom olajša dostop, zlasti na območjih z nizko stopnjo kriminala. Kolesa lahko koristijo tudi z namenom, da se poveča mobilnost in obseg peš patrulj. Poleg tega so kolesa učinkovito sredstvo za boj proti kriminalu, kadar se uporabljajo v gosto naseljenih mestnih območjih. Kolesa so tiha in številni kriminalci se ne zavedajo, da je oseba, ki se približuje na kolesu dejansko policist. Če kriminalci poskušajo pobegniti peš, je policist na kolesu hitrejši, hkrati pa lahko kolo tudi hitro odvrže, če je to potrebno.

Kolesa so prilagojena za uporabo pri pregonu. Številni proizvajalci koles ponujajo policijske modele, vključno s Trek, Cannondale in Fuji . Nekatera podjetja ponujajo policijske, gasilske in EMS posebne modele, vključno z Volcanic Manufacturing iz Olympije v Washingtonu . Mnogi modeli so opremljeni z zadnjim stojalom in torbo za opremo.

#### Policisti na konju
Policija lahko patruljira na konjih (konjenica) ali kamelah. Službo lahko opravljajo tako na oddaljenih območjih, kot v metropolah, kjer je njihova vsakodnevna funkcija večinoma protokolarna ali simbolična, vendar pa so zaradi svoje mase in višine hkrati lahko zelo učinkoviti pri nadzovanju množic. V Združenem kraljestvu konjenico vse pogosteje uporabljajo za preprečevanje kriminalnih aktivnosti in za izvajanje zahtevnejših policijskih nalog. Policiste na konjih se lahko angažira za opravljanje patruljiranja po parkih in območijh v divjini, kjer bi bili policijski avtomobili nepraktični ali hrupni, aktivno pa sodelujujo tudi ob izbruhu nemirov, kjer lahko konj uspešno potiska množico v določeno smer, ali jo drži pod kontrolo. Prav tako so konjeniki koristni pri ločevanju posameznih kršiteljev iz množice.

Znan konjeniški policijski oddelek je Royal Canadian Mounted Police (RCMP). RCMP danes koristi standardne policijske metode in ne uporablja konj operativno, vendar se konji uporabljajo v povorki Musical ride, pa tudi v več manjših provincijskih policijskih enotah. V Združenih državah so tovrstne patrulje še vedno bistvene za lokalne organe pregona. Največja takšna patrulja na Midwesternu je v Minneapolis_Police_Departmentiz Minneapolisa v Minnesoti . Ameriška mejna patrulja je leta 2005 imela 200 konjev. Večina je nameščena ob meji med ZDA in Mehiko . V Kanadi mestne policijske enote uporabljajo konjenico na območjih, ki jih motorizirane enote ne morejo doseči.

## Zrak
Zračna policijska prevozna sredstva so helikopterji, letala, jadralna letala ali različne vrste zračnih ladij, ki se uporabljajo v policijskih operacijah. Običajno se uporabljajo za nadzor prometa, podporo zemeljskim patruljam, iskanje in reševanje, pri avtomobilskih pregonih, za opazovanje, zračno patruljiranje in obvladovanje nemirov. V večjih mestih v ZDA se policijski helikopterji uporabljajo tudi kot zračni prevoz osebja SWAT.

Policijski helikopterji so običajno opremljeni z opremo za nočno opazovanje, infrardečo kamero, nadzornimi kamerami, radarji, posebnimi radijskimi sistemi in motorji, sistemi zvočnikov, razpršilniki solzilnega plina, reflektorji, vitli, z utripajočimi lučmi, reševalno opremo in posebnimi sedeži. Zrakoplov ponavadi ni opremljen z orožjem.

Policija včasih uporablja vojaške helikopterje, kot je Bell UH-1 Huey, vendar jih večina kupi helikopterje neposredno od večjih letalskih podjetij s potrebnimi spremembami, kot so primerni radijski sprejemniki in močni žarometi.

## Voda
Policijsko plovilo je običajno majhno ali srednje veliko plovilo, ki ga policijske agencije uporabljajo za patruljiranje na vodi. Običajno jih uporabljajo na večjih rekah,  v zaprtih pristaniščih v bližini mest ali tam, kjer je potrebna večja prisotnost, kot jo ponuja pristaniška ali obalna straža.

Nekateri policijski čolni imajo visoko zmogljive motorje, da bi lahko ujeli begunce, ki bežijo na vodi. Uporabljajo se že od začetka 20. stoletja.